# Afschuiving (geologie)

Horst en slenk met afschuivingsbreuken

Een afschuiving is een geologische breuk waarbij delen van een planeetkorst uit elkaar worden getrokken. Daarbij wordt het gesteente in tweeën gebroken en glijdt één blok langs het schuine breukvlak naar beneden. Het breukvlak vormt dan een steile helling met een scherp afgelijnde rand in het landschap.
Afschuivingen zijn gevoelig voor verwering, omdat het gebieden met een grote helling zijn.
Wanneer tussen twee afschuivingen een dal ontstaat spreekt men van een slenk, soms ook uit het Duits graben genoemd. Als er tussen twee afschuivingen een heuvelrug ontstaat noemt men dit een horst.